# Gałęzewice
Gałęzewice – wieś w Polsce położona w województwie wielkopolskim, w powiecie wrzesińskim, w gminie Kołaczkowo.
W latach 1975–1998 miejscowość administracyjnie należała do województwa poznańskiego.
5 października 1883 w miejscowości urodził się Franciszek Musielak – uczestnik strajku dzieci wrzesińskich w 1901.